# 人皇氏

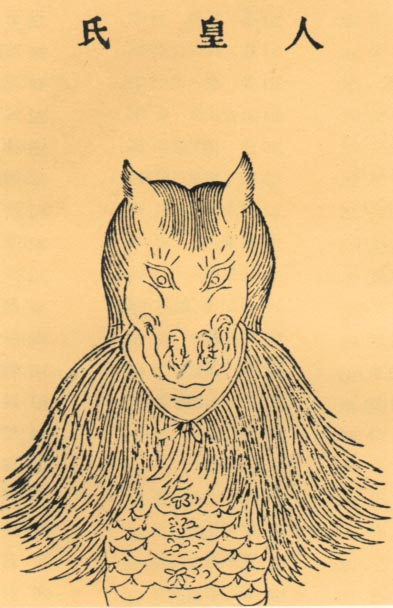
《三才圖會》中的人皇氏

人皇氏，是中國傳說時代的三皇之一。根據《春秋命歷序》，地皇氏之後，人皇興起，號曰握元，人皇有九人，皆為兄弟，出於谷口（或載為陽谷、暘谷），分管九州，各立城邑，經歷一百五十世，共在位四萬五千六百年。
《尚書大傳》以伏羲為人皇。《洞神八帝妙精經》以神農為人皇。《天皇至道太清玉冊》以黃帝為人皇。
秦臣以三皇為天皇、地皇、泰皇，或說人皇就是泰皇，二者意思相同。天皇、地皇、泰皇，三皇之中泰皇最為尊貴。

## 九皇
道教將三皇之說擴充為上中下三皇，一共九皇。

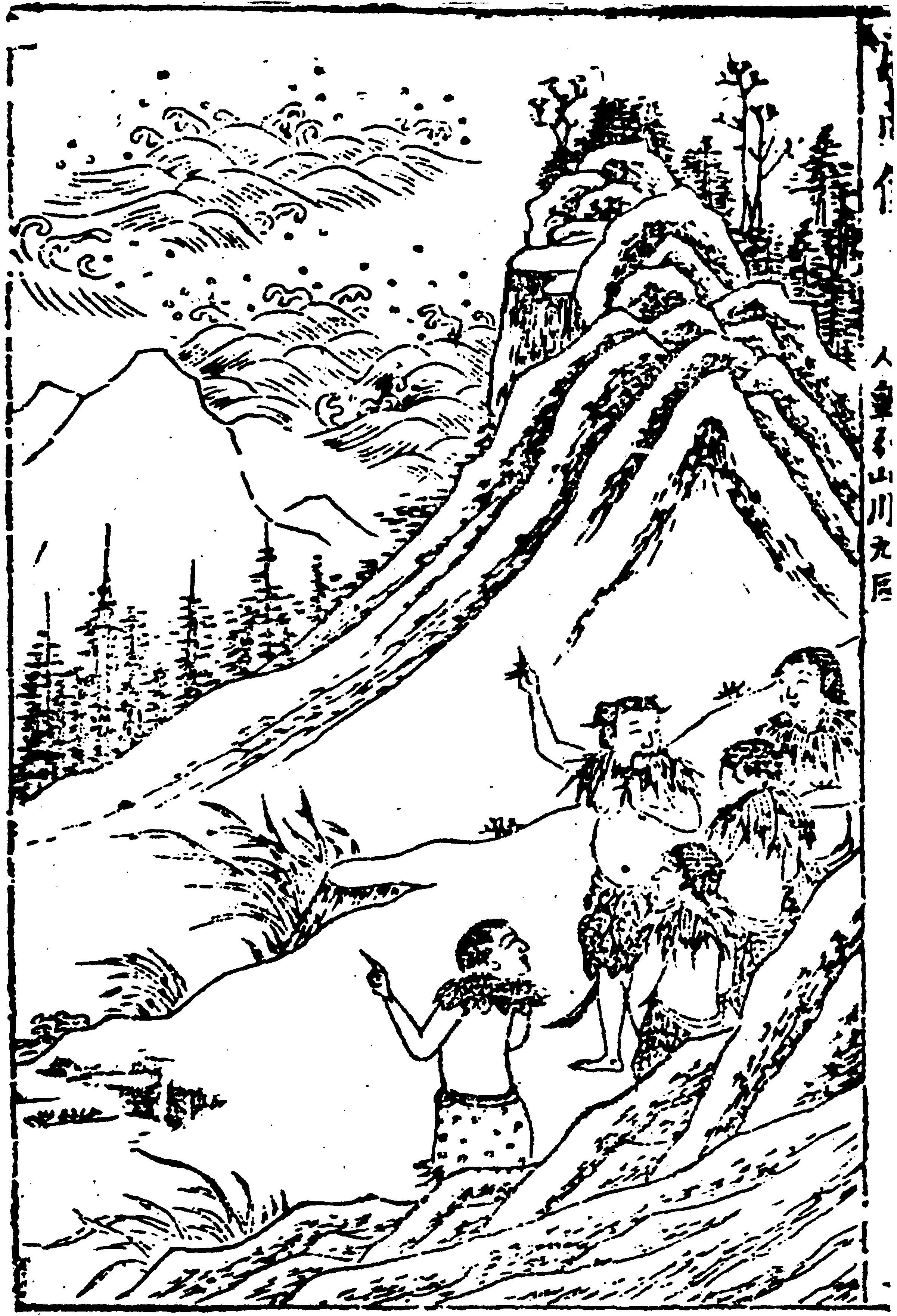
人皇分山川九區

《洞神八帝妙精經》以初三皇之人皇君長九寸，披黃錦帔，著黃錦裙，戴七色寶冠，執上皇保命玉策。以《春秋命歷序》所載為中三皇之人皇君人面龍身，九頭，姓愷，名胡桃，字文生。後三皇之人皇君為神農牛面人身，姓姜，號炎帝。
明朝道教事典《天皇至道太清玉冊》以「太清仙境道德天尊」為上三皇之人皇，「神寶君」為中三皇之人皇，「黃帝軒轅氏」為下三皇之人皇。

## 相關
- 三皇五帝
- 天皇氏
- 地皇氏